# Надежда (Гомельская область)
Надежда (бел. Надзежда) — посёлок в Иваковском сельсовете Добрушского района Гомельской области Республики Беларусь.

## География
В 28 км на юг от районного центра Добруша, в 2 км железнодорожной станции Иваки, расположенной на линии Гомель — Унеча, в 40 км от Гомеля.

### Водная система
Река Уть (приток реки Сож).

## Транспортная система
Транспортная связь по просёлочной дороге, а затем по автомобильной дороге Тереховка — Гомель. В посёлке 10 жилых домов (2004 год). Планировка складывается из прямолинейной улицы, ориентированной с юго-востока на северо-запад. Застройка вдоль реки деревянные домами усадебного типа.

## История
Посёлок основан переселенцами с соседних деревень во 2-й половине XIX века. В 1926 году посёлок входил в состав Старосельского сельсовета Носовичского района Гомельского округа. В 1931 году жители вступили в колхоз.
Во время Великой Отечественной войны в сентябре 1942 года оккупанты сожгли весь посёлок и убили 3 мирных жителей.
В 1959 году деревня находилась в составе колхоза «Иваки» с центром в деревне Иваки.

## Население

### Численность
- 2004 год — 10 дворов, 13 жителей

### Динамика
- 1926 год — 27 дворов, 119 жителей
- 1959 год — 93 жителя (согласно переписи)
- 2004 год — 10 дворов, 13 жителей